# Schitu Golești, Argeș
Schitu Golești este satul de reședință al comunei cu același nume din județul Argeș, Muntenia, România.